# Hase (rivière)
 (mars 2020).
Si vous disposez d'ouvrages ou d'articles de référence ou si vous connaissez des sites web de qualité traitant du thème abordé ici, merci de compléter l'article en donnant les références utiles à sa vérifiabilité et en les liant à la section « Notes et références ».
Pour les articles homonymes, voir Hase.
La rivière Hase est un cours d'eau du nord-ouest de l'Allemagne qui prend sa source dans la forêt de Teutberg et se jette dans la rivière Ems. La rivière Hase alimente le bassin fluvial de la rivière Weser.
Au cours de son parcours la rivière Hase se sépare en deux à la hauteur de la ville de Melle d'où s'écoule le défluent Else qui se jette dans la rivière Werre.

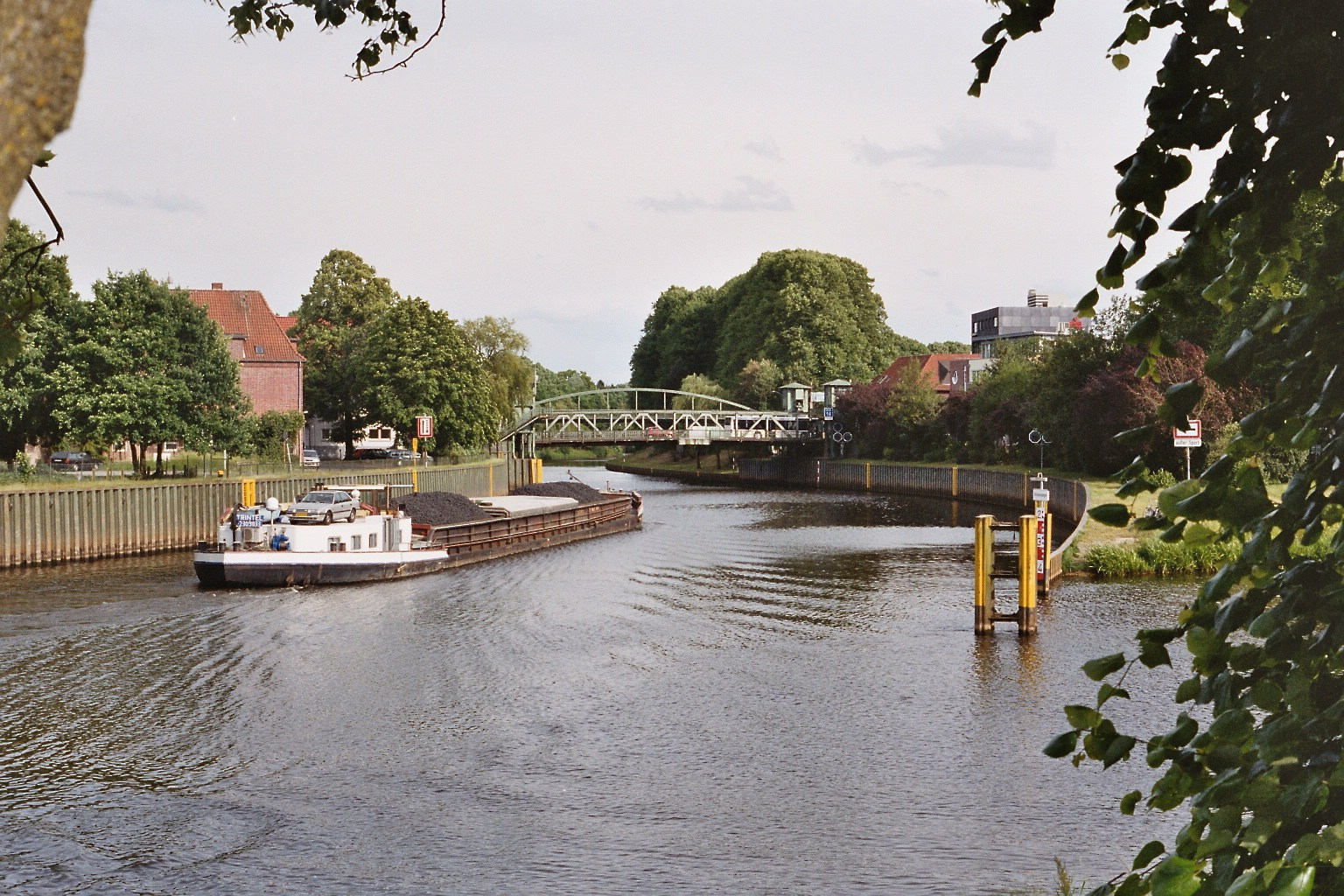
Vue de la rivière Hase.

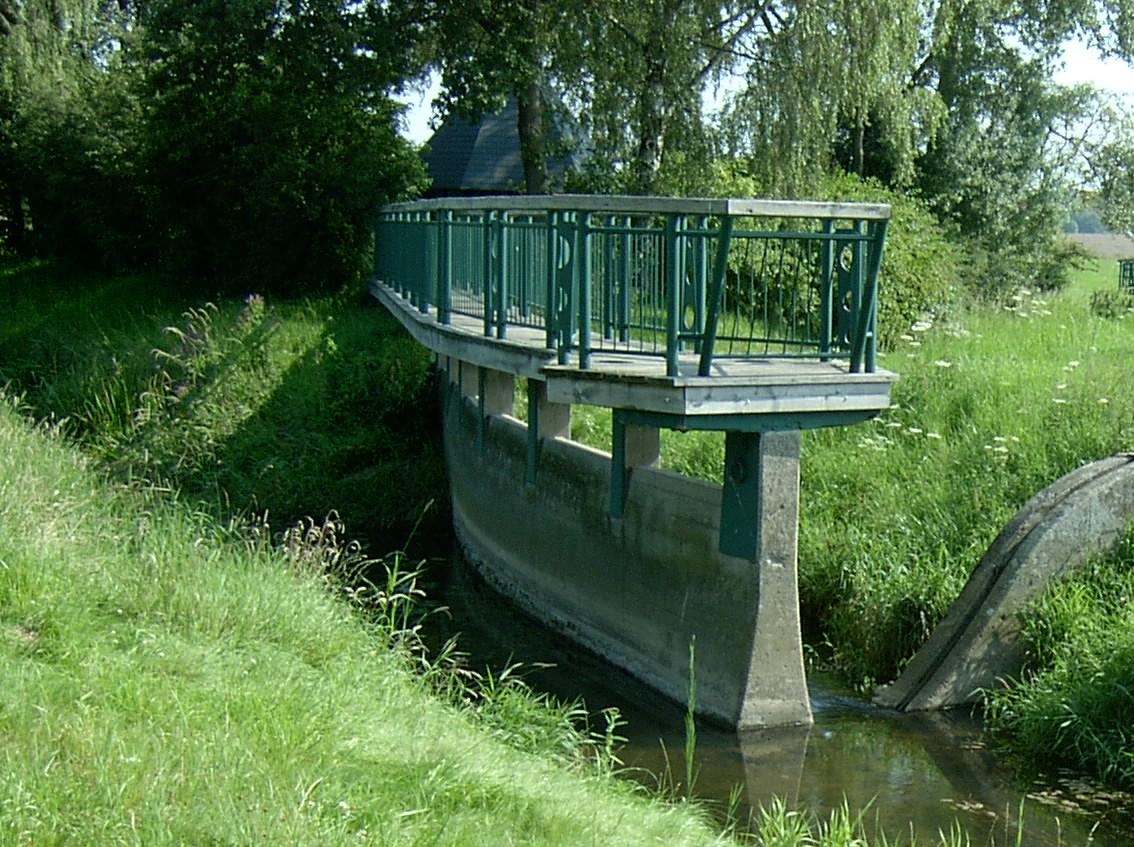
Bifurcation de la rivière Hase près de la ville de Melle (Else à droite et Hase à gauche).